# Campeonato Mundial de Ginástica Artística de 2011 - Salto sobre a mesa feminino
A competição de salto sobre a mesa feminino do Campeonato Mundial de Ginástica Artística de 2011 teve sua final disputada no dia 15 de outubro. A qualificatória que definiu as ginastas finalistas foi disputada nos dias 7 e 8 de outubro.

## Medalhistas
| Ouro   | USA McKayla Maroney    |
| Prata  | GER Oksana Chusovitina |
| Bronze | VIE Phan Thi Ha Thanh  |

## Resultados

### Qualificatória
Esses são os resultados da qualificatória.
| Pos. | Ginasta                | Total  | Nota |
| ---- | ---------------------- | ------ | ---- |
| 1    | USA McKayla Maroney    | 15,083 | Q    |
| 2    | GER Oksana Chusovitina | 14,833 | Q    |
| 3    | DOM Yamilet Pena Abreu | 14,466 | Q    |
| 4    | SUI Giulia Streinguber | 14,299 | Q    |
| 5    | BRA Jade Barbosa       | 14,266 | Q    |
| 6    | MEX Alexa Moreno       | 14,249 | Q    |
| 7    | RUS Tatiana Nabieva    | 14,224 | Q    |
| 8    | VIE Phan Thi Ha Thanh  | 14,216 | Q    |
| 9    | KOR Jo Hyunjoo         | 14,149 | R    |
| 10   | ISR Valeria Maksiuta   | 14,016 | R    |
| 11   | HUN Austin Sheppard    | 13,916 | R    |

- Q - qualificada para a final
- R - reserva

### Final
Esses são os resultados da final.
| Pos. | Ginasta                | Salto 1 | Salto 1 | Salto 1 | Salto 1 | Salto 2 | Salto 2 | Salto 2 | Salto 2 | Total  |
| Pos. | Ginasta                | Nota D  | Nota E  | Pen.    | Total   | Nota D  | Nota E  | Pen.    | Total   | Total  |
| ---- | ---------------------- | ------- | ------- | ------- | ------- | ------- | ------- | ------- | ------- | ------ |
|      | USA McKayla Maroney    | 6,500   | 9,300   |         | 15,800  | 5,600   | 9,200   |         | 14,800  | 15,300 |
|      | GER Oksana Chusovitina | 6,300   | 8,766   |         | 15,066  | 5,500   | 8,900   |         | 14,400  | 14,733 |
|      | VIE Phan Thi Ha Thanh  | 5,900   | 8,700   |         | 14,600  | 5,800   | 8,933   |         | 14,733  | 14,666 |
| 4    | BRA Jade Barbosa       | 5,800   | 9,066   |         | 14,866  | 5,600   | 8,666   |         | 14,266  | 14,566 |
| 5    | SUI Giulia Steingruber | 6,300   | 8,600   |         | 14,900  | 5,200   | 8,800   |         | 14,000  | 14,450 |
| 6    | RUS Tatiana Nabieva    | 5,800   | 8,766   |         | 14,566  | 5,200   | 8,933   |         | 14,133  | 14,349 |
| 7    | MEX Alexa Moreno       | 6,300   | 8,433   |         | 14,733  | 5,200   | 8,500   |         | 13,700  | 14,216 |
| 8    | DOM Yamilet Abreu      | 5,300   | 8,600   |         | 13,900  | 0,000   | 0,000   |         | 0,000   | 6,950  |